# Salih Hulusi Kezrak
Salih Hulusi Pasha (turco otomano: صالح خلوصي پاشا  1864-1939), conocido como Salih Hulusi Kezrak después de la Ley de apellidos turcos de 1934, fue uno de los últimos grandes visires del Imperio Otomano, bajo el reinado del último Sultán otomano Mehmed VI, entre el 8 de marzo de 1920 y el 2 de abril de 1920. Dado que no había podido formar un gobierno, y como parte de la cadena de acontecimientos que siguieron a la ocupación de Estambul por los aliados (en particular, las detenciones de varios diputados del parlamento otomano), fue destituido de su cargo por el sultán bajo presión extranjera el 2 de abril. Su destitución sería seguida por el cierre oficial del propio Parlamento el 5 de abril, poniendo así fin a la Segunda Era Constitucional del Imperio Otomano.
En términos de la configuración efectiva de políticas por parte de la estructura estatal otomana restante, su oficina (así como la de su predecesor Ali Rıza Pasha ) generalmente se considera como meros intervalos entre las dos oficinas de Damat Ferid Pachá, el signatario del Tratado de Sèvres.
Antes de su cargo de primer ministro, Salih Hulusi Pasha ocupó el cargo de Ministro de Marina bajo dos gobiernos anteriores y también bajo su sucesor Ahmet Tevfik Pasha. En un momento en que Turquía tenía dos gobiernos, a menudo se le acusaba de tener contactos con el gobierno naciente de Ankara creado por Mustafa Kemal Pasha. Con el fin de la monarquía otomana, Hulusi Salih Pasha se retiró de la política. Más tarde se unió al ejército y jugó un papel importante en el aplastamiento de la rebelión kurda de Ararat en 1930. Habiendo adoptado el apellido "Kezrak" bajo la Ley de Apellido de 1934 en Turquía, Hulusi Pasha murió en 1939 en Estambul.
El padre de Kezrak, Ferik Dilaver Pasha, fue un teniente general circasiano de la Armada Otomana, que publicó las Regulaciones de Dilaver Pasha durante su servicio como Ministro de Minería en 1865.